# Hingsthetsning
Hingsthetsning var en vadhållningssport bland annat i Norden i förkristen tid, där hästar förmåddes att rikta sin aggression mot varandra så att en kamp mellan dem uppstod.